# Vetle Vinje
Vetle Vinje (* 14. März 1962 in Oslo) ist ein ehemaliger norwegischer Ruderer.

## Sportliche Karriere
Vetle Vinje vom Bærum Roklubb war bei den Junioren-Weltmeisterschaften 1980 Vierter im Doppelvierer. 1981 belegte er im Einer den fünften Platz beim Match des Seniors, einem Vorläufer der U23-Weltmeisterschaften. 1982 gewann er die Bronzemedaille im Doppelvierer.
Bei den Weltmeisterschaften 1983 in Duisburg belegte er mit dem Doppelvierer den neunten Platz. Im Jahr darauf traten Pål Sandli, Espen Thorsen, Vetle Vinje und Ivan Enstad im Doppelvierer bei den Olympischen Spielen in Los Angeles an. Nach einem letzten Platz im Vorlauf und einem dritten Platz im Hoffnungslauf belegten die Norweger den zweiten Platz im B-Finale und erreichten damit den achten Platz in der Gesamtwertung.
Für den norwegischen Doppelvierer folgte der siebte Platz bei den Weltmeisterschaften 1985, 1986 fuhr das Boot auf den neunten Platz. Mit der gleichen Besetzung wie 1986 (Vetle Vinje, Lars Bjønness, Rolf Thorsen und Alf Hansen) belegte das Boot 1987 den zweiten Platz hinter dem sowjetischen Doppelvierer. Bei den Olympischen Spielen 1988 gewannen die vier Norweger ebenfalls die Silbermedaille, diesmal hinter den Italienern.
Vetle Vinje ist promovierter Geophysiker und arbeitet bei der CGG. Er ist mit der Politikerin Kristin Vinje verheiratet.